# Nällitjärvi
Nällitjärvi är en sjö i Finland. Den ligger i Gustavs kommun i landskapet Egentliga Finland, i den sydvästra delen av landet, 210 km väster om huvudstaden Helsingfors. Nällitjärvi ligger 24 meter över havet. Den ligger på ön Kaurissalo. Arean är 4,2 hektar och strandlinjen är 1,02 kilometer lång. Sjön  ingår i Norra Skärgårdshavets avrinningsområde. 